# Paul Ricœur

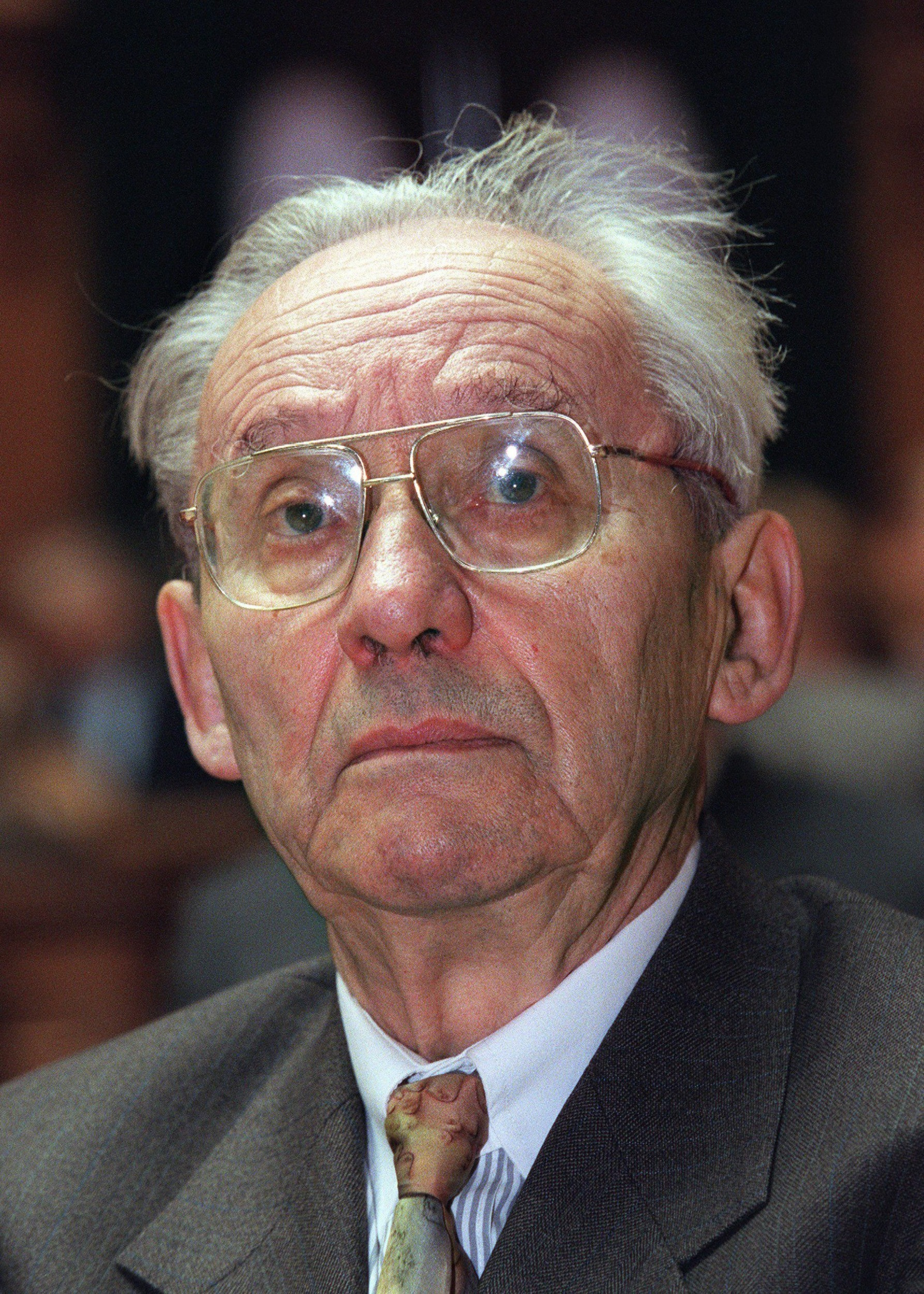
Paul Ricœur (1999)

( Paul Ricœur, Tempo e racconto, traduzione di it. di G. Grampa, vol. 1, 4ª ed., Milano, Jaca Book, 2008  [1983],  p. 123.)
Paul Ricœur (Valence, 27 febbraio 1913 – Châtenay-Malabry, 20 maggio 2005) è stato un filosofo francese e uomo di fede protestante.

## Biografia
Suo padre, Jules Ricœur, originario della Normandia, era professore d'inglese al liceo e morì nel 1915 in battaglia durante la prima guerra mondiale, mentre di sua madre, Florentine Favre, si sa solo che morì nel settembre del 1913 quando Paul aveva solo sette mesi. Proveniente da una famiglia di Ugonotti, fu cresciuto ed educato dai nonni paterni e da una zia a Rennes, grazie anche a un piccolo sussidio per gli orfani di guerra. Precoce negli studi, con Roland Dalbiez (colui che per primo fece conoscere la psicoanalisi di Freud in Francia) si appassionò alla filosofia. La sua adolescenza fu influenzata dalla lettura della rivista (cattolica) Esprit e dalle riunioni del venerdì sera nella casa parigina di Gabriel Marcel (cui partecipavano anche personaggi del calibro di Merleau-Ponty, Levinas, Pareyson, Berdjaev, Landsberg e Sartre), dove strinse amicizia con Emmanuel Mounier, accostandosi agli scritti di Husserl.
Compie i suoi studi di filosofia prima all'Università di Rennes, poi alla Sorbona, dove nel 1935, passa l'agrégation. Mobilitato nel 1939, viene fatto prigioniero e trasferito nel campo Oflag 83 di Wietzendorf in Bassa Sassonia dove comincia a tradurre con Mikel Dufrenne le Idee per una fenomenologia pura e per una filosofia fenomenologica di Husserl. Dal 1945 al 1948 insegna al Collège Cévenol di Chambon-sur-Lignon, e successivamente Filosofia morale all'Università di Strasburgo, sulla cattedra che era stata di Jean Hyppolite, e dal 1956 Storia della filosofia a «La Sorbona». Amico di Emmanuel Mounier, collabora alla rivista Esprit. Dal 1966 al 1970 insegna nella nuova Università di Nanterre, di cui è rettore tra il marzo 1969 e il marzo 1970, con il proposito di realizzare le riforme necessarie a fronteggiare la contestazione studentesca e, contemporaneamente, presso la Divinity School dell'Università di Chicago. Nel 1978 ha realizzato per conto dell'UNESCO una grande inchiesta sulla filosofia nel mondo. Nel giugno 1985 ha ricevuto il premio «Hegel» a Stoccarda.
Nel 1974 assume la direzione della "Revue de métaphysique et de morale" e fonda il "Centre de recherches phénoménologiques et herméneutiques". Dopo aver insegnato per tre anni a Lovanio, termina la sua carriera di docente universitario nel 1980. Successivamente insegna in modo stabile dal 1980 al 1990 alla Divinity School dell'Università di Chicago. Legato all'Italia da intensi rapporti intellettuali stabiliti con gli studiosi della sua opera filosofica ed ermeneutica, partecipa ai colloqui filosofici organizzati a Roma da Enrico Castelli e alle attività culturali dell'Istituto Italiano per gli Studi Filosofici di Napoli. Ha vissuto per 63 anni con la moglie Simone; muore nel 2005.

## Pensiero
Paul Ricœur, nella sua prolifica attività intellettuale, ha sviluppato la fenomenologia e l'ermeneutica creando un dialogo costante fra questi due approcci filosofici, oltre che tra la filosofia e le scienze umane e sociali. Si è interessato di logica, di esistenzialismo cristiano e teologia protestante, di politica e di storia. Le sue opere si sviluppano intorno al concetto di senso, di soggettività e di funzione euristica dell'immaginazione.
La sua prospettiva teorica prende le mosse da Karl Jaspers e Edmund Husserl per analizzare la cruciale tematica del linguaggio come luogo in cui si pone il problema del senso, a cui è strettamente connessa l'interpretazione, che è a suo avviso sempre interpretazione del mondo, e la tematica della volontà.
L'interpretazione poi viene intesa da Ricoeur in due modi diversi: il primo è quello dell'esegesi, il secondo l'ermeneutica demistificante. Questi due orientamenti sono propri della tensione della modernità, ovvero della tensione tra volontà di sospetto e volontà di ascolto, che assieme animano l'ermeneutica.
Ricœur ritiene dunque fondamentali i tre maestri del sospetto, Marx, Nietzsche e Freud, che hanno definito come falsa la scienza basata sulla coscienza di origine cartesiana, proprio quella che avrebbe dovuto invece fugare ogni dubbio. Questi tre maestri hanno mostrato che dietro alle grandi certezze sussistono rispettivamente le realtà economico-sociali, la volontà di potenza e l'inconscio.
Al centro della riflessione ermeneutica vi è per Ricœur il simbolo, valorizzato attraverso il caso emblematico del sogno per come inteso da Freud, in quanto uno dei fenomeni di quella “regione del senso duplice” che chiama in causa l'interpretazione, poiché in ogni simbolo vi è un significato manifesto ed uno latente. L'interpretazione è il passaggio dall'uno all'altro.
Questa nozione dei simboli permette di distinguerli dai segni: se questi hanno funzione solo nel linguaggio comunicativo, i simboli permettono invece di esplorare il senso dell'esperienza umana. Essi hanno un senso figurato verso cui il senso manifesto costituisce una via d'accesso. La ricerca di questi sensi va effettuata, ad esempio, nelle opere letterarie, cercando di coglierne il senso profondo e l'intenzionalità da cui sono guidate. Quindi egli indica i limiti dello strutturalismo e di una parte delle neuroscienze moderne. Il compito della filosofia è infatti riaprire il linguaggio alla realtà riscoprendo il ruolo del soggetto inteso come soggetto aperto al mondo (fenomenologia). La premessa dello strutturalismo, in merito alla divisione tra significato e significante, nega invece qualsiasi possibilità di un'analisi extra-linguistica. Queste sono le premesse filosofiche di un'ermeneutica fenomenologica.
Insieme al biblista Paul Beauchamp applicò lo strutturalismo linguistico e teleologico alla Sacra Scrittura, riformulando la tradizionale ripartizione della Bibbia ebraica (Torah, Nebiim e Ketubim) nel modo seguente:
- racconto: Dio parla in terza persona ed ha valenza universale;
- Legge: Dio parla in terza persona o nella forma "Tu devi";
- Profezia: Dio parla in prima persona;
- Sapienza: Dio parla in forma impersonale;
- Inni (Salmi): l'uomo si rivolge a Dio alla seconda persona singolare.

Come si vede, la struttura dei generi letterari biblici è caratterizzata con l'analisi linguistica (la persona con cui Dio è nominato). Il racconto è la parte predominante dell'Antico Testamento, che occupa il Pentateuco e che ricorre anche nell'intera narrazione evangelica. 

Secondo Ricoeur, l'obiettivo dell'ermeneutica è quello di recuperare e ripristinare il significato, pur senza negare la possibilità del sospetto. Il filosofo francese sceglie il modello della fenomenologia della religione in relazione alla psicoanalisi, evidenziando che la fenomenologia della religione è caratterizzata da una preoccupazione per l'oggetto. Questo oggetto è il sacro, che si vede in relazione al profano. L'approccio fenomenologico permette di chiarire il senso di tale oggetto in quanto tale, senza ridurlo ad effetto di forze pulsionali, come fa invece la psicanalisi. Questa mantiene una sua legittimità, come anche le altre forme di sospetto, in quanto permette di rendere conto dei momenti di deformazione che possono caratterizzare il rapporto dell'uomo al sacro, ma non nega la possibilità di un'indagine sul senso del sacro.
L'approccio al sacro proposto da Ricoeur si inserisce nel contesto più ampio della fenomenologia contemporanea della religione. Il sacro è visto come una manifestazione del potere spirituale da parte del fenomenologo olandese della religione, Gerardus van der Leeuw. Il fenomenologo rumeno della religione, Mircea Eliade, segue l'approccio proposto per Ricœur, scrivendo dei tre riduzionisti: Karl Marx riduce la società a economia, in particolare a mezzi di produzione; Friedrich Nietzsche riduce l'uomo a un concetto arbitrario di superuomo; Sigmund Freud riduce la natura umana a istinto sessuale. Ricœur li chiama «i tre grandi distruttori», «i maestri del sospetto».
Il simbolo è poi solo uno degli ambiti cui la fenomenologia ermeneutica si applica. La metafora è un altro ambito importante, in quanto momento linguistico che presenta una complessità analoga a quella del simbolo. In La metafora viva, Ricœur analizza la metafora come un fenomeno immaginativo capace di generare significato e trasformare il linguaggio. La metafora non è solo un vezzo stilistico, ma un processo che permette di vedere la realtà in un modo nuovo. Essa crea connessioni inaspettate tra concetti, aprendo nuove possibilità di interpretazione.
Questo interesse per la dimensione immaginativa prosegue con Tempo e racconto, dove Ricœur esplora il rapporto tra la temporalità umana e la narrazione. Egli parte dalla distinzione agostiniana tra il tempo cosmico e il tempo vissuto, sostenendo che la narrazione costituisce il mezzo attraverso cui gli esseri umani danno senso alla propria esperienza temporale. La trama narrativa collega eventi discontinui, proprio come la metafora collega ambiti semantici lontani, fornendo una struttura per interpretare il divenire umano.
A partire dalle sue ricerche sulla temporalità e la narrazione, soprattutto in Sé come un altro, egli sviluppa anche l'idea di identità narrativa. Egli afferma cioè che il soggetto umano si identifichi non con una sua caratteristica fissa, il corpo o l'anima, secondo le teorie tradizionali sull'identità personale, bensì con la narrazione che egli costruisce della sua stessa vita.
Infine, in Percorsi del riconoscimento, egli esplora il riconoscimento come processo che comprende il riconoscimento reciproco tra individui, la comprensione delle proprie capacità e il riconoscimento delle istituzioni. Questo tema si collega alle sue riflessioni sull'identità e sull'alterità, evidenziando la dimensione relazionale del soggetto.

## Premi e riconoscimenti
Nel 1985 premio Hegel. Nel 1999 premio Balzan per la filosofia.

## Opere

### Testi originali
Per l'elenco completo, cf Frans D. Vansina (ed.), Paul Ricoeur. Bibliographie primaire et secondaire. 1935-2008, Peeters, Leuven 2008.
La bibliografia dei numerosi articoli e saggi si può reperire in Articles, textes, entretiens de Paul Ricœur Archiviato il 2 aprile 2015 in Internet Archive.
In ordine di pubblicazione:
- (con Mikel Dufrenne): Karl Jaspers et la philosophie de l'existence, Le Seuil 1947.
- Gabriel Marcel et Karl Jaspers. Philosophie du mystère et philosphie du paradoxe, Temps présent 1948.
- Philosophie de la volonté. Tome I: Le volontaire et l'involontaire, Aubier 1950.
- Histoire et vérité, Le Seuil 1955.
- Philosophie de la volonté. Finitude et culpabilité. I. L'homme faillible, Aubier 1960.
- Philosophie de la volonté. Finitude et culpabilité. II. La symbolique du mal, Aubier 1960.
- De l'interprétation. Essai sur Sigmund Freud, Le Seuil 1965.
- Entretiens avec Gabriel Marcel, Aubier 1968.
- Le conflit des interprétations. Essais d'herméneutique I, Le Seuil 1969.
- La métaphore vive, Le Seuil 1975.
- La sémantique de l'action. I: Le discours de l'action, Editions du Centre National de la Recherche Scientifique 1977.
- Temps et récit. Tome I: L'intrigue et le récit historique, Le Seuil 1983.
- Temps et récit. Tome II: La configuration dans le récit de fiction, Le Seuil 1984.
- Temps et récit. Tome III: Le temps raconté, Le Seuil 1985.
- Du texte à l'action. Essais d'herméneutique II, Le Seuil 1986.
- À l'école de la phénoménologie, Vrin 1986.
- Le mal. Un défi à la philosophie et à la théologie, Labor & Fides 1986.
- Lectures on Ideology and Utopia, Columbia University Press 1986.
- Liebe und Gerechtigkeit. Amour et justice, J.C.B. Mohr (Paul Siebeck), 1990.
- Soi-même comme un autre, Le Seuil 1990.
- Lectures. Tome I: Autour du politique, Le Seuil, 1991.
- Lectures. Tome II : La contrée des philosophes, Le Seuil 1992.
- Lectures. Tome III: Aux frontières de la philosophie, Le Seuil 1994.
- Réflexion faite. Autobiographie intellectuelle, Esprit, 1995.
- La Critique et la Conviction. Entretiens avec François Azouvi et Marc de Launay, Calmann-Lévy 1995.
- Le juste, Esprit, 1995.
- (con Jean-Pierre Changeux): Ce qui nous fait penser. La nature et la règle, Odile Jacob 1998.
- (con André LaCocque): Penser la Bible, Le Seuil 1998.
- La mémoire, l'histoire, l'oubli, Le Seuil 2000.
- L'herméneutique biblique, Le Cerf 2000.
- Le juste. II, Esprit, 2001.
- Parcours de la reconnaissance. Trois études, Stock 2004.
- Sur la traduction, Bayard 2004.
- Vivant jusqu'à la mort. Suivi de Fragments, Le Seuil 2007.
- Écrits et conférences. Tome I: Autour de la psychanalyse, Le Seuil 2008.
- Écrits et conférences. Tome II: Herméneutique, Le Seuil 2010.
- Écrits et conférences. Tome III: Anthropologie philosophique, Le Seuil 2013.

### Traduzioni in italiano
In ordine alfabetico:
- Altrimenti. Lettura di «Altrimenti che essere o al di là dell'essenza» di Emmanuel Levinas, Morcelliana, Brescia 2007.
- Amore difficile, Morcelliana, Brescia 2000.
- Amore e giustizia, Morcelliana, Brescia 2000.
- L'attestazione tra fenomenologia e ontologia, Biblioteca dell'Immagine, Pordenone 1993 (or. 1991).
- Conferenze su ideologia e utopia, Jaca Book, Milano 1994.
- Il conflitto delle interpretazioni, Jaca Book, Milano 1977 (or. 1969).
- La critica e la convinzione. A colloquio con François Azouvi e Marc de Launay, Jaca Book, Milano 1997 (or. 1995).
- Dal testo all'azione. Saggi di ermeneutica, Jaca Book, Milano 1989.
- Della interpretazione. Saggio su Freud, Il Melangolo, Genova 1991.
- Emmanuel Mounier. L'attualità di un grande testimone, Città Aperta, Troina (En) 2005.
- Ermeneutica filosofica ed ermeneutica biblica, Paideia, Brescia 19832.
- Etica e morale, Morcelliana, Brescia 2007.
- Filosofia della volontà. 1. Il volontario e l'involontario, Marietti, Genova 1990.
- Filosofia e linguaggio, Guerini, Milano 1994.
- Finitudine e colpa, Il Mulino, Bologna 1970; Morcelliana, Brescia 2021.
- Gabriel Marcel e Karl Jaspers. Filosofia del mistero e filosofia del paradosso, Tab edizioni, Roma 2021.
- Il giusto, SEI, Torino 1998.
- Il giusto. Vol. 2, Effatà, Cantalupa (To) 2007.
- Kierkegaard. La filosofia e l'«eccezione», Morcelliana, Brescia 1995. ISBN 88-372-1576-2
- Il male. Una sfida alla filosofia e alla teologia, Morcelliana, Brescia 1993.
- La memoria, la storia, l'oblio, Cortina, Milano 2003.
- La metafora viva. Dalla retorica alla poetica: per un linguaggio di rivelazione Jaca Book, Milano 1981.
- La natura e la regola (con Changeux), Cortina, Milano 1999.
- Percorsi del riconoscimento. Tre studi, Cortina, Milano 2005.
- La persona, Morcelliana, Brescia 1997.
- Persona, comunità e istituzioni. Dialettica tra giustizia e amore, ECP - Cultura della Pace, San Domenico di Fiesole 1994.
- La questione del potere. L'uomo non-violento e la sua presenza nella storia, Marco, Lungro di Cosenza 1992.
- Ricordare, dimenticare, perdonare. L'enigma del passato, Il Mulino, Bologna 2004.
- Sé come un altro, Jaca Book, Milano 1993.
- La semantica dell'azione. Discorso e azione, Jaca Book, Milano 1998.
- La sfida semiologica, Armando, Roma 2006.
- Storia e verità, Marco, Lungro di Cosenza 1994.
- Studi di fenomenologia, Sortino, Messina 1979.
- Tempo e racconto, Jaca Book, Milano 1991, vol. I.
- Tempo e racconto, Jaca Book, Milano 1999, vol. II. La configurazione nel racconto di finzione.
- Tempo e racconto, Jaca Book, Milano 1999, vol. III. Il tempo raccontato.
- Testimonianza parola e rivelazione, Dehoniane, Roma 1997.
- Tradizione o alternativa. Tre saggi su ideologia ed utopia, Morcelliana, Brescia 1980.
- La traduzione fra etica ed ermeneutica, Morcelliana, Brescia 2001.
- La sofferenza non è il dolore, traduzione italiana in P. Bianchini e S. Peronaci, La sofferenza non è il dolore. Intorno a Paul Ricoeur, Chieti, Solfanelli, 2017.